# پارک ملی نیوکولو-کوبا
پارک ملی نیوکولو-کوبا (فرانسوی: Parc National du Niokolo Koba‎) یک میراث جهانی و منطقه حفاظت شده در جنوب شرقی سنگال در نزدیکی مرز گینه بیسائو است. این پارک توسط فرودگاه نیوکولو-کوبا، تحت یک باند غیر آسفالته مورد استفاده قرار می‌گرفته‌است.